# Le Pendule de Foucault
Pour l'expérience scientifique, voir Pendule de Foucault.
 (août 2013).
- Si vous ne connaissez pas le sujet, laissez ce bandeau (vous pouvez alors contacter les auteurs).
- Si vous supprimez le contenu mis en cause (vous pouvez préalablement contacter les auteurs),

argumentez précisément cette suppression dans la page de discussion
(un manque de référence n'est pas un argument ; une recherche réelle de référence doit avoir été effectuée, être formellement documentée).
Le Pendule de Foucault (Il pendolo di Foucault /il ˈpɛndolo di fuˈko/) est un roman d’Umberto Eco publié en 1988 et traduit de l'italien en français par Jean-Noël Schifano (Grasset, 1990).

## Résumé
Roman d’aventures, Le Pendule de Foucault est la longue dissertation d’un homme qui, par passion des mystères hermétiques, puis par jeu, imagine avec deux collègues, un plan mondial organisé pour diriger le monde.
Au fil des nombreuses pages et des longues digressions (récit de l’Italie en guerre, de l’Italie en reconstruction, des batailles des Templiers), avec un humour féroce, de l’imagination, et de l’érudition, il écrit une œuvre inclassable.
L’origine du titre de ce livre vient de la célèbre expérience de physique connue sous le nom d’expérience du pendule de Foucault, et qui constitue pour certains fanatiques d’ésotérisme et d’occultisme de l’ouvrage le seul et unique indicateur du point fixe de l’univers.

## Personnages

### Personnages principaux
- Casaubon (le narrateur) : étudiant italien qui effectue des travaux sur les Templiers dans le cadre de sa thèse au début du récit, il rencontre Jacopo Belbo et Diotallevi avec qui il se lie d'amitié et finit par travailler à temps partiel aux Éditions Garamond. Par ailleurs il se définit comme un détective du savoir, il se fait payer à expliciter la référence culturelle la plus obscure.
- Jacopo Belbo : travaille pour les éditions Garamond. Cet écrivain raté, névrosé par son enfance, se veut doté d'un certain sens critique.
- Diotallevi : travaille pour les éditions Garamond. Enfant trouvé, il est persuadé d'être juif, et se passionne pour la Kabbale.
- Agliè : ce riche aristocrate affable est un inquiétant personnage cultivé et manipulateur. Son nom est un des titres du Comte de Saint-Germain. Il joue un rôle essentiel tout au long du récit en orientant les recherches des trois héros tout en se donnant un air détaché. Il rencontre d'abord Casaubon et Amparo au Brésil. Puis lorsque Garamond souhaite publier des ouvrages ésotériques, Casaubon fait appel à lui comme expert et consultant externe.

### Personnages secondaires
- Amparo : très belle jeune femme brésilienne, cultivée, féministe et proche des idéaux révolutionnaires de la seconde moitié du vingtième siècle, avec qui le narrateur vivra une relation amoureuse passionnée. Pour la suivre quand elle doit quitter l'Italie et repartir au Brésil, il trouvera un poste dans une université brésilienne.
- Le Colonel Ardenti : individu étrange, qui est en possession d'un document médiéval contenant, selon lui, une piste sur le grand secret des Templiers. Sa mystérieuse disparition sera le point de départ de l'intrigue. Il oublie involontairement ce document dans le bureau de Jacopo.
- De Angelis : dynamique et intègre commissaire de police qui entre dans l'histoire pour enquêter sur la disparition d'Ardenti. Il cherche au maximum à se cultiver pour comprendre les personnages qu'il croise dans ses enquêtes. Il surveille en effet les groupes extrémistes de tout poil.
- Garamond : l'éditeur pour qui travaillent Casaubon, Diotallevi et Belbo, propriétaire et directeur des Éditions Garamond et Manuzio, à Milan. Grandiloquent et cupide. Avec plein de relations haut placées. S'apercevant qu'il y a un marché juteux pour l'ésotérisme, il ouvre une collection dans chacune de ses maisons d'édition.
- Lia : jeune femme sensée et pragmatique, correctrice de traductions, dont Casaubon tombera amoureux et aura un enfant. Fort logiquement, ils se rencontrent initialement dans une bibliothèque.
- Lorenza Pellegrini : femme belle et sophistiquée, mystérieuse et manipulatrice (dans le sens allumeuse), dont Jacopo est éperdument amoureux. Elle devient également amie d'Agliè à la grande surprise de Jacopo. Tournant constamment en bourrique Jacopo.
- Salon : taxidermiste, voisin de Casaubon et indicateur de police. Cynique et indiscret, il est passionné par les souterrains et montre quelques signes d'antisémitisme. Son père faisait partie de la police tsariste, l'Okhrana.

### Personnages mineurs
- Gudrun, la secrétaire de Garamond. Revêche et articulant mal, Jacopo dit qu'elle "parle un italien dénué de voyelles"
- la secrétaire (nettement plus classe) des éditions Manuzio
- le manutentionnaire de Manuzio, qui a perdu un bras ce qui ne l'empêche pas d'emballer les livres.

## Lieux du récit
- Milan, Italie :
  - Les Éditions Garamond : La maison d'édition où travaillent Casaubon, Belbo et Diotallevi, «petit éditeur mais sérieux». Avec un important catalogue d'ouvrages universitaires certifiées par une sommité du domaine, ce qui en fait un éditeur rentable, respecté et apprécié des enseignants universitaires et des étudiants italiens.
  - Les Éditions Manuzio : Maison d'édition à but purement lucratif jumelée avec les Éditions Garamond, située dans un bâtiment donnant sur une autre rue, avec un passage secret entre les deux grâce à une dérogation d'un auteur publié chez Manuzio, et détenue par Garamond, mais destinée aux auteurs qui financent leur propre édition sans en être forcément conscients. Chez Manuzio se déroulent des scènes où le mécanisme trompeur de l'édition à compte d'auteur est mis à jour avec cruauté. Tout est fait pour encourager la vanité des auteurs, persuadés d'être des génies, tout en leur soutirant leur argent.
  - Chez Pilade : La brasserie où se retrouvent régulièrement nos trois compères. Fréquentée par des sympathisants de gauche.
- Comino, Malte[réf. nécessaire]
- Paris, France :
  - Le Musée des Arts et Métiers. À noter que le narrateur se fait enfermer nuitamment dans une camera obscura qui n'est plus visitable depuis le réaménagement du musée au début des années 1990[1]. Le pendule, lui, est toujours une des principales attractions du musée.
  - la rue Galande et l'église Saint-Julien-le-Pauvre
- Provins, France: Souterrains et Grange-aux-Dîmes, visités par le Colonel Ardenti.
- Rio de Janeiro, Brésil
- Salvador de Bahia, Brésil où Casaubon et Amparo assistent à une cérémonie Candomblé.

## Époque du récit
Le récit débute le 23 juin 1984, à Paris, alors que le narrateur visite le Musée des Arts et Métiers ; le narrateur raconte ensuite les événements des jours précédents et qui ont conduit à cette visite, puis raconte ses études, commencées en 1970, puis ses rencontres avec les autres personnages principaux au fil des années, incluant également quelques épisodes de la vie de Belbo en Italie à la fin de la Seconde Guerre mondiale. Le livre se termine quelques jours après le 23 juin.
Dans De la littérature (article comment j'écris, traduction Myriem Bouzaher), Umberto Eco explique en quoi le choix de cette époque était nécessaire : « Entre autres, l'une des contraintes du Pendule était que les personnages devaient avoir vécu en 68, mais comme Belbo tape ses dossiers sur son ordinateur - lequel joue un rôle formel dans l'histoire, puisqu'il inspire en partie sa nature aléatoire et combinatoire -, les évènements finaux devaient nécessairement se dérouler entre 1983 et 1984, et pas avant. La raison en est très simple : les premiers personal computers avec des programmes d'écriture ont été commercialisés en Italie en 1983. »

## Analyse et principales références
Le Pendule de Foucault fourmille de références historiques, ésotériques, mythologiques, religieuses, scientifiques, métaphysiques, philosophiques, artistiques, politiques, etc., dont les principales, les plus reconnaissables, sont listées ci-après.
Si certaines trouvent leur origine dans des ouvrages, mythes et courants existants (discutables ou non), comme souvent avec Umberto Eco, il n'est pas exclu que certaines autres soient issues de l'imagination créative de l'auteur. En tout cas, il fait preuve d'une réelle maîtrise littéraire, ne serait-ce que dans la façon très vraisemblable et séduisante, qu'il a de leur trouver des similitudes, ce qui lui permet de relier entre elles ces différentes traditions ésotériques, au point d'en ébranler le lecteur qui, saisi de vertige, se demandera si ce qu'il lit n'est pas, finalement... la réalité révélée.
Avec près de vingt ans d’avance, Umberto Eco développera ce procédé de construction, qui sera utilisé, simplifié, avec un plus grand succès plus tard par Dan Brown dans le Da Vinci Code. Toutefois il faut bien comprendre que le narrateur (et sans doute l'auteur) ne prend pas au sérieux l'ésotérisme, s'amuse nuit et jour à s'en moquer et à en tirer cyniquement de l'argent, alors que Dan Brown le prend très au sérieux.
En effet, le nombre impressionnant de thèmes, concepts et références abordés par Eco en fait une œuvre plus difficile d'accès, mais qui forme un ensemble extrêmement cohérent et qui reste lisible même sans que le lecteur maîtrise le détail des références. Cependant, un lecteur parviendra mieux à s'immerger dans le récit s'il possède certaines connaissances historiques, notamment sur les Templiers et les traditions ésotériques.

## Structure et originalité du roman
Le roman est divisé en 120 sections chacune ayant le nom d'une sephira regroupée en 10 parties.
Rapidement il remonte de 1984 à 1970, le narrateur expliquant comment il s'est retrouvé dans la situation étrange du début du roman: il s'est caché illégalement au Musée des Arts et Métiers. Et ensuite il continue linéairement jusqu'à arriver en 1984 et reprendre l'intrigue au point de départ.
Des intermèdes en italique sont des extraits de Belbo écrit sur son ordinateur, Aboulafia. Belbo en effet ne veut pas écrire de fiction, trouvant que les auteurs médiocres abondent. Son métier lui faisant en lire plein. Il pense qu'en l'écrivant à l'ordinateur et en protégeant ses écrits par un mot de passe, ce sera comme s'il n'écrivait pas

#### Judaïsme

#### Sociétés secrètes (dont sectes)

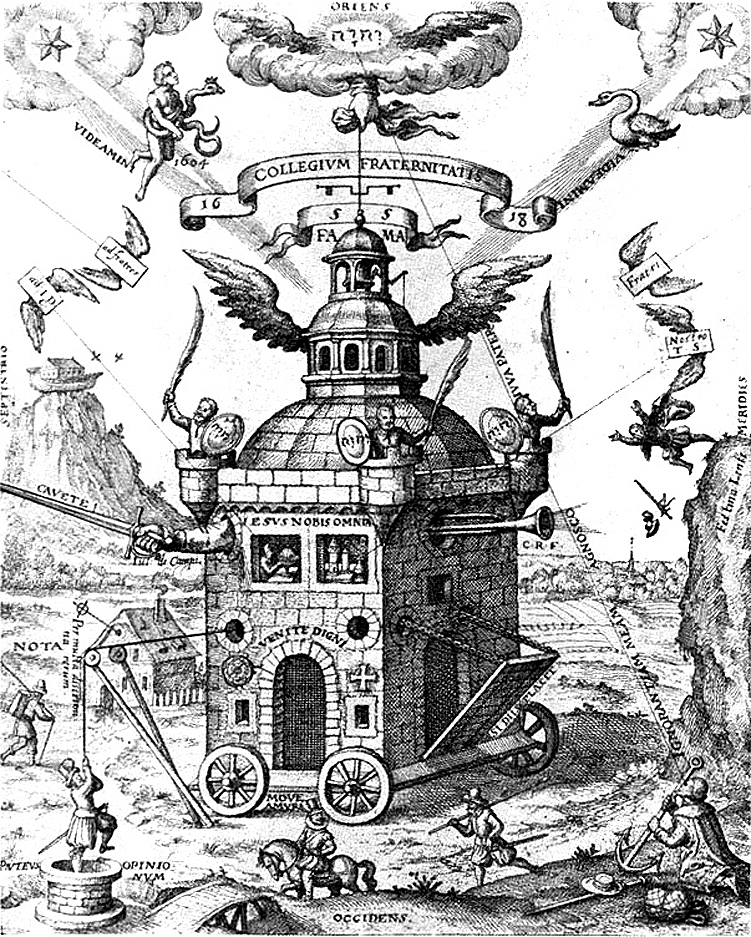
Gravure « rosicruciste » évoquée dans le quatrième chapitre du roman